# Odznaka Pamiątkowa Wojsk Wielkopolskich

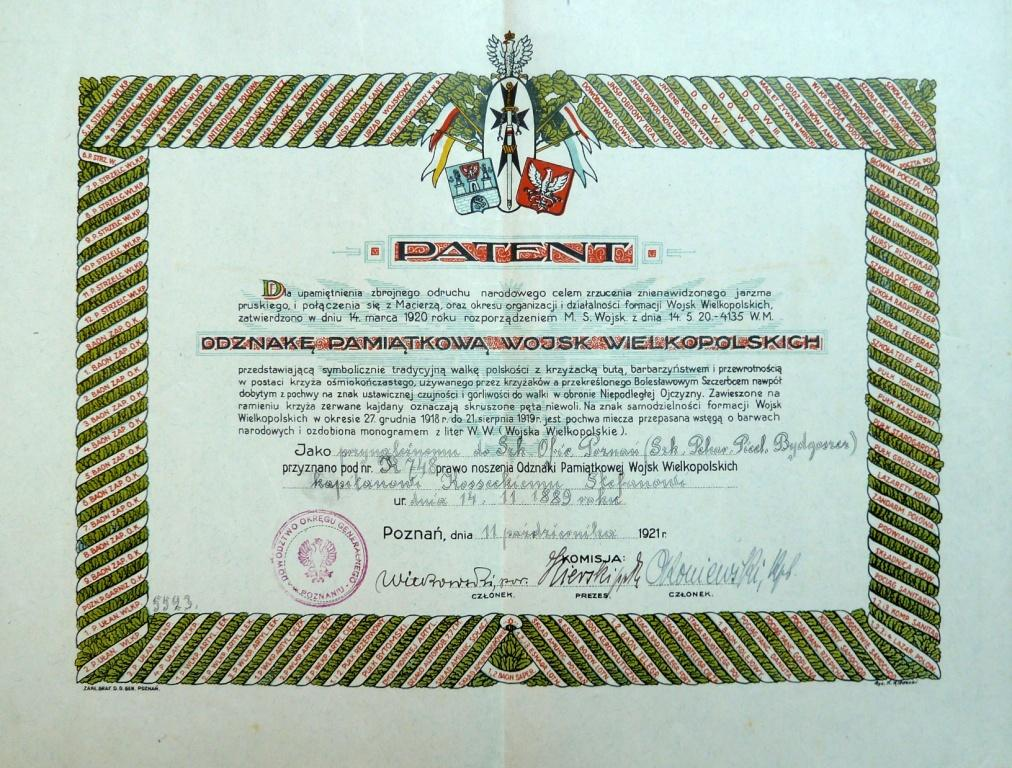
Patent odznaki pamiątkowej Wojsk Wielkopolskich

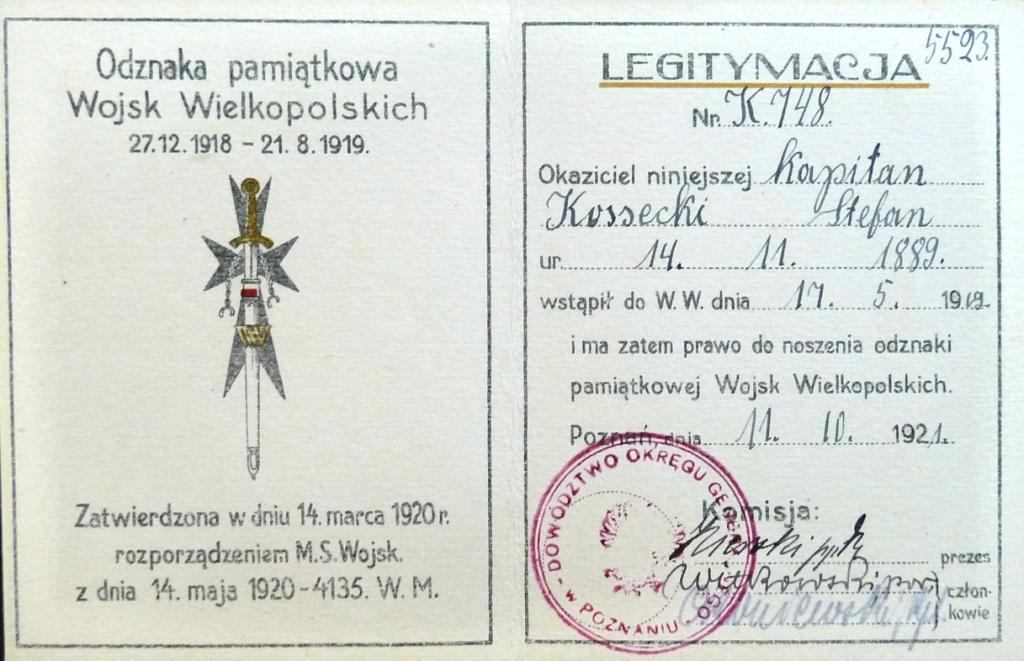
Legitymacja odznaki pamiątkowej Wojsk Wielkopolskich

Odznaka Pamiątkowa Wojsk Wielkopolskich – polskie resortowe odznaczenie wojskowe. Ustanowione 14 marca 1920 r. i zatwierdzona Rozporządzeniem Ministerstwa Spraw Wojskowych z dnia 14 maja 1920 r.

## Geneza
Odznaka Pamiątkowa Wojsk Wielkopolskich została ustanowiona 14 marca 1920 r. i zatwierdzona Rozporządzeniem Ministerstwa Spraw Wojskowych z dnia 14 maja 1920 r. Stanowiła nagrodę „…dla upamiętnienia zbrojnego odruchu narodowego celem zrzucenia znienawidzonego jarzma pruskiego, i połączenia się z Macierzą, oraz okresu organizacji i działalności Wojsk Wielkopolskich…”.
Wprawdzie zatwierdzenie odznaki nastąpiło 14 marca 1920, ale w związku z działaniami wojennymi na wschodzie realizacja projektu nastąpiła dopiero na początku 1921.

## Insygnia
Odznaka zaprojektowana przez Henryka Nowodworskiego, redaktora gazety wojskowej „Ku chwale Ojczyzny”. Według opisu na Patencie (podpisywanym przez komisję w składzie: pułkownik Tadeusz Kierski, kapitan K. Okoniewski i porucznik Witkowski) przyznającym prawo jej noszenia, przedstawia ona symbolicznie „tradycyjną walkę polskości z krzyżacką butą, barbarzyństwem i przewrotnością w postaci krzyża ośmiokończastego, używanego przez krzyżaków a przekreślonego Bolesławowym Szczerbcem nawpół dobytym z pochwy na znak ustawicznej czujności i gorliwości do walki w obronie Niepodległej Ojczyzny. Zawieszone na ramieniu krzyża zerwane kajdany oznaczają skruszone pęta niewoli. Na znak samodzielności formacji Wojsk Wielkopolskich w okresie 27. grudnia 1918 r. do 21. sierpnia 1919 r. jest pochwa miecza przepasana wstęgą o barwach narodowych i ozdobiona monogramem z liter W.W. ( Wojska Wielkopolskie )”
Na patentach wręczanych osobom wyróżnionym odznaką podano (w ozdobnej winiecie ramkowej) nazwy wszystkich większych oddziałów Wojsk Wielkopolskich. 
Odznaka jest do dzisiaj jednym z najważniejszych, obok Wielkopolskiego Krzyża Powstańczego, symboli Powstania Wielkopolskiego 1918-1919. Przypomina nieżyjących już bohaterów walk o odzyskanie niepodległości oraz ideę ducha walki o zniesienie zaboru pruskiego.

## Wykonanie
Odznakę produkował warsztat Józefa Pendowskiego w Poznaniu i prawdopodobnie (w mniejszym zakresie) inne warsztaty poznańskie. Z uwagi na długie lata produkcji poszczególne egzemplarze wykazują między sobą zróżnicowanie. Część odznak wykonał po 1945 Stefan Zygmaniak na wniosek osób uprawnionych, które straciły swe odznaki podczas II wojny światowej. Partia ta w detalach znacząco różni się od egzemplarzy przedwojennych.